# Александру Тодя
Александру Тодя (на румънски: Alexandru Todea) е румънски източнокатолически духовник, титулярен кесарополски епископ (1950 – 1990), фъгърашки и албаюлийски архиепископ (1990 - 1994), кардинал от 1991 г., преследван от комунистическия режим в Румъния.

## Биография
Роден е на 5 юни 1912 година в трансилванското село Теляк, Австро-Унгария. Учи в Блаж, където се сближава с асумпционистите, които го издържат да учи богословие, а след това продължава обучението си 7 години в Рим. На 11 декември 1938 година е ръкоположен за дякон от клуж-герленския епископ Юлиу Хосу. На 25 март 1939 година е ръкоположен за свещеник във Фъгърашката и Албаюлийска архиепархия от титулярния пионийски епископ Александър Евреинов. Митрополит Александру Николеску го прави свой секретар. От 1940 година е преподавател по богословие в Блаж, а от 1945 година председател на регинския деканат. На 4 юли 1950 година римският папа Пий XII го назначава за титулярен кесарополски епископ. Ръкоположен е тайно от румънските власти на 19 ноември 1950 година от титулярния церамусенски епископ Йозеф Шуберт. На 31 януари 1951 година е арестуван и прекарва 16 години по затвори и 27 години под домашен арест или интерниран в Регин.
След падането на комунистическия режим в края на 1989 година, на 14 май 1990 година Александру Тодя е назначен за архиепископ на Фъгъраш и Алба Юлия. Тодя започва усилена работа за възстановяване на структурите на румънската униатска църква и за възвръщане на имотите на църквата, конфискувани от властите и предадени на Православната църква през 50-те години. Същевременно работи за помирение между православни и католици. На 28 юни 1991 година е издигнат в кардинал и му е дадена титулярната църква „Свети Атанасий на виа Тибуртина“ в Рим. Подава оставка на 20 юли 1994 година поради сърдечен удар.
Архиепископ Александру Тодя умира на 22 май 2002 година в Търгу Муреш. В некролога му британският вестник „Гардиън“ го нарича „един от духовните гиганти на XX век“,
| „ | чиято каменна издръжливост осигурява оцеляването на вярата. Унижения - като ръководител на бригадата за чистене на нужниците (същевременно продължава да изповядва с метла в ръка); изтезания - изправен във вериги под печащото слънце седем дни почти без храна и вода; изолация - по време на десетилетията домашен арест: нито едно то тях не успява да пречупи неговия дух. | “ |